# وادي الساورة
وادي الساورة هو وادي متقطع الجريان ناشئ من اندماج وادي قير ووادي زوزفانة بمنطقة إقلي ويمر بعدة مدن انطلاقا من ايقلي. كان تدفق النهر في الماضي ثابتًا ووفيرًا، لكنه تضاءل في السنوات الأخيرة بسبب بناء سد جرف التربة على وادي قير.
الصورة من بني عباس

## مسار
يمر وادي الساورة من إقلي عبر ولاية بشار من الشمال إلى الجنوب مروراً بني عباس ثم الواتة ثم كرزاز ثم تيمودي حتى أولاد خضير والقصابي ثم يمر تحت الطريق الوطني رقم 6 قبل أن يصل إلى بحيرة سبخة مالح.